# Campionati europei di atletica leggera 2016 - 200 metri piani maschili
I 200 metri piani maschili ai campionati europei di atletica leggera 2016 si sono svolti tra il 6 e il 7 luglio.

## Record
Prima di questa competizione, il record mondiale, il record dei campionati e il record europeo erano i seguenti:
| Record                | Prestazione | Atleta                       | Data              | Luogo                      | Competizione     |
| --------------------- | ----------- | ---------------------------- | ----------------- | -------------------------- | ---------------- |
| Record mondiale       | 19"19       | Usain Bolt Giamaica          | 20 agosto 2009    | Berlino Germania           | Mondiali 2009    |
| Record dei campionati | 19"85       | Kōnstantinos Kenterīs Grecia | 9 agosto 2002     | Monaco di Baviera Germania | Europei 2002     |
| Record europeo        | 19"72       | Pietro Mennea Italia         | 12 settembre 1979 | Città del Messico Messico  | Universiadi 1979 |

## Risultati

### Batterie
I primi 3 classificati di ogni batteria (Q) e i 5 migliori tempi (q) si qualificano alle semifinali.
Vento:
Batteria 1: –1,1 m/s; Batteria 2: –1,2 m/s; Batteria 3: –0,1 m/s.
| Pos. | Batteria | Nome                | Nazionalità   | Tempo | Note                                     |
| ---- | -------- | ------------------- | ------------- | ----- | ---------------------------------------- |
| 1    | 3        | Solomon Bockarie    | Paesi Bassi   | 20"55 | Q                                        |
| 1    | 1        | Bruno Hortelano     | Spagna        | 20"55 | Q                                        |
| 3    | 1        | Karol Zalewski      | Polonia       | 20"69 | Q                                        |
| 4    | 2        | Alex Wilson         | Svizzera      | 20"80 | Q                                        |
| 5    | 2        | Davide Manenti      | Italia        | 20"82 | Q                                        |
| 5    | 3        | David Lima          | Portogallo    | 20"82 | Q                                        |
| 7    | 1        | Mickaël-Méba Zeze   | Francia       | 20"84 | Q                                        |
| 8    | 1        | Johan Wissman       | Svezia        | 20"96 | q                                        |
| 9    | 3        | Antonio Infantino   | Italia        | 20"99 | Q                                        |
| 10   | 2        | Ján Volko           | Slovacchia    | 21"00 | Q                                        |
| 11   | 2        | Hensley Paulina     | Paesi Bassi   | 21"04 | q                                        |
| 12   | 2        | Robin Erewa         | Germania      | 21"05 | q                                        |
| 13   | 1        | Marcus Lawler       | Irlanda       | 21"06 | q                                        |
| 13   | 3        | Tom Kling-Baptiste  | Svezia        | 21"06 | q                                        |
| 15   | 3        | Igor Bodrov         | Ucraina       | 21"13 |                                          |
| 16   | 3        | Robin Vanderbemden  | Belgio        | 21"17 |                                          |
| 17   | 1        | Ionut Andrei Neagoe | Romania       | 21"18 |                                          |
| 18   | 1        | Zharnel Hughes      | Gran Bretagna | 21"21 |                                          |
| 19   | 1        | Samuli Samuelsson   | Finlandia     | 21"36 |                                          |
| 20   | 3        | Silvan Wicki        | Svizzera      | 21"41 |                                          |
| 21   | 2        | Vitaliy Korzh       | Ucraina       | 21"49 |                                          |
| 22   | 3        | Gábor Pásztor       | Ungheria      | 21"60 |                                          |
| 23   | 2        | Marek Niit          | Estonia       | 21"93 |                                          |
| 24   | 2        | Mikel de Sa         | Andorra       | 22"74 | Miglior prestazione personale stagionale |

### Semifinali
I primi 2 classificati di ogni batteria (Q) e i 2 migliori tempi (q) si qualificano alla finale.
Vento:
Batteria 1: –1,7 m/s; Batteria 2: –0,1 m/s; Batteria 3: –1,1 m/s.
| Pos. | Batteria | Nome                         | Nazionalità   | Tempo | Note |
| ---- | -------- | ---------------------------- | ------------- | ----- | ---- |
| 1    | 2        | Daniel Talbot*               | Gran Bretagna | 20"37 | Q    |
| 2    | 3        | Bruno Hortelano              | Spagna        | 20"39 | Q    |
| 2    | 3        | Solomon Bockarie             | Paesi Bassi   | 20"39 | Q    |
| 4    | 2        | Churandy Martina*            | Paesi Bassi   | 20"44 | Q    |
| 5    | 2        | Davide Manenti               | Italia        | 20"46 | q    |
| 5    | 3        | Nethaneel Mitchell-Blake*    | Gran Bretagna | 20"46 | q    |
| 7    | 3        | Lykourgos-Stefanos Tsakonas* | Grecia        | 20"48 |      |
| 8    | 2        | Karol Zalewski               | Polonia       | 20"69 |      |
| 8    | 1        | Ramil Guliyev*               | Turchia       | 20"69 | Q    |
| 10   | 1        | Alex Wilson                  | Svizzera      | 20"71 | Q    |
| 11   | 3        | Serhij Smelyk*               | Ucraina       | 20"76 |      |
| 12   | 2        | Mickaël-Méba Zeze            | Francia       | 20"81 |      |
| 13   | 2        | Julian Reus*                 | Germania      | 20"83 |      |
| 14   | 2        | David Lima                   | Portogallo    | 20"86 |      |
| 15   | 1        | Jaysuma Saidy Ndure*         | Norvegia      | 20"92 |      |
| 16   | 3        | Antonio Infantino            | Italia        | 20"93 |      |
| 17   | 1        | Fausto Desalu*               | Italia        | 20"94 |      |
| 18   | 3        | Robin Erewa                  | Germania      | 20"98 |      |
| 19   | 1        | Aleixo Platini Menga*        | Germania      | 21"06 |      |
| 20   | 1        | Ján Volko                    | Slovacchia    | 21"28 |      |
| 21   | 1        | Marcus Lawler                | Irlanda       | 21"33 |      |
| 22   | 3        | Tom Kling-Baptiste           | Svezia        | 21"34 |      |
| 23   | 1        | Hensley Paulina              | Paesi Bassi   | 23"49 |      |
| -    | 2        | Johan Wissman                | Svezia        | dnf   |      |

* Atleti direttamente qualificati alle semifinali senza aver disputato le batterie di qualificazione.

### Finale
La gara fu inizialmente vinta dall'olandese Churandy Martina con il tempo di 20"37, poi squalificato per invasione di corsia.
| Pos.    | Corsia | Nome                     | Nazionalità   | Tempo           | Note    |
| ------- | ------ | ------------------------ | ------------- | --------------- | ------- |
| Oro     | 6      | Bruno Hortelano          | Spagna        | 20"45           |         |
| Argento | 3      | Ramil Guliyev            | Turchia       | 20"51           |         |
| Bronzo  | 5      | Daniel Talbot            | Gran Bretagna | 20"56           |         |
| 4       | 4      | Solomon Bockarie         | Paesi Bassi   | 20"56           |         |
| 5       | 1      | Nethaneel Mitchell-Blake | Gran Bretagna | 20"60           |         |
| 6       | 2      | Davide Manenti           | Italia        | 20"66           |         |
| 7       | 7      | Alex Wilson              | Svizzera      | 20"70           |         |
| -       | 8      | Churandy Martina         | Paesi Bassi   | dq              | R163.3a |
|         |        |                          |               | Vento: –0,9 m/s |         |